# Tamaroa, Illinois
Tamaroa là một làng thuộc quận Perry, tiểu bang Illinois, Hoa Kỳ. Năm 2010, dân số của làng này là 638 người.

## Dân số
Dân số qua các năm:
- Năm 2000: 740 người.
- Năm 2010: 638 người.